# ナタン・ドゥヴェール
ナタン・ドゥヴェール（フランス語：Nathan Devers、1997年 - ）はフランスの小説家である。

## 経歴
1997年12月8日に生まれる。2016年エコール・ノルマル・シュペリユール（高等師範学校）入学、2020年大学教授資格（哲学）取得。2019年に最初の著作を刊行、2020年、2021年に二冊の小説を発表した。三冊目の小説『作り物の絆』(Les liens artificiels, 2022)はゴンクール賞、ルノードー賞、高校生のゴンクール賞の候補となっている。

## 『作り物の絆』

### 概要
メタバースを描いた小説。表紙はジョン・ウィリアム・ウォーターハウス(1849-1917)の絵画『エコーとナルキッソス』のパロディ。本作の表紙では、ナルキッソスは泉ではなくスマートフォンをのぞき込んでいる。献辞によると、ハイデッガー、ゲンスブール、彼の伴侶であるアナエルに捧げられている。

### あらすじ
主人公ジュリアン・リベラは2022年11月7日にFacebookで投身自殺を中継する。第一部から物語は数ヶ月遡る。28歳のジュリアンはパリ郊外のランジスに住み、バーでピアノを演奏したり、ピアノを教えたりして生活している。最近、五年間付き合った恋人のメイとも別れたばかりだ。歌手セルジュ・ゲンスブールに憧れて作曲をしているが、作業時間を無為なネットサーフィンに費やしてしまう。そんななか、偶然見つけたメタバース「アンチモンド」を始める。NPC（ノンプレイヤー・キャラクター）のゲンスブールの助言もあり、ジュリアンはヴァンジェル(Vangel)として成功を収める。「アンチモンド」はグーグルの地図情報を利用し、現実の世界をネット上に再現した無料のメタバースである。制作者のヘヴン社アドリアン・ステルネールは完全な匿名性を非常に重視し、それまでのインターネットとはまったく違うものを作り出そうとしていた。ヘヴン社と「アンチモンド」で神のように力をふるう彼と、ヴァンジェルとしてのジュリアンは次第に対立するようになる。この作品のテーマは多くの興味を集め、「日本の学生が選ぶゴンクール賞」では、一番多くの票を集めて選考作品に選ばれた。

### 著者の考え
この本がテクノロジーに対して肯定や否定を示すものではないとしている。また、本作は技術的に可能なテクノロジーを描いているので、SFとは考えていないという。「高校生の選ぶゴンクール賞」に選ばれるなど、若い世代の反響が大きく、この本の中に彼らの思う世界が描き出されていると感じたという感想にはとても感動したと述べている。

## 思想的立場
ハイデッガーに影響を受けたユダヤ人哲学者である。ベルナール・アンリ・レヴィと親しい。メディアなどで注目を集めるベルナール・アンリ・レヴィについて、有名人で裕福であることで敵意にさらされていることに対し、哲学者として、また彼の著作を評価するべきだと批判を展開している。自由を非常に重んじる絶対自由主義者であるが、自由に伴う責任を重視している。SNS、特にツイッターについて、ユーザーが匿名性によって自分の発言の責任を免れていることを批判している。また、同様に自由主義の立場から、公共空間に対する政府の規制を警戒し、屋外の特定の場所での喫煙を禁じる法案に異を唱えている。